# Liste der Baudenkmale in Barnin
In der Liste der Baudenkmale in Barnin sind alle Baudenkmale der Gemeinde Barnin (Landkreis Ludwigslust-Parchim) und ihrer Ortsteile aufgelistet (Stand: Januar 2021).

## Barnin
| ID | Lage                            | Bezeichnung                                    | Beschreibung | Bild                   |
| -- | ------------------------------- | ---------------------------------------------- | --- | ---------------------- |
|    | Carl-Moltmann-Straße 15 (Karte) | Büdnerei                                       | 1-gesch. Backsteinbau mit Zwerchgiebel.                                                                            | Weitere Bilder         |
|    | L 015 Crivitz - Wessin (Karte)  | Chausseehaus und Stall                         | | Chausseehaus und Stall |
|    | (Karte)                         | Kirche mit Friedhof                            | Neugotische Kirche von 1869 nach Plänen von Theodor Krüger an Stelle eines Vorgängerbaus; Friese – Orgel von 1869. | Kirche mit Friedhof    |
|    | Friedhof                        | Kriegerdenkmal 1914/18                         | | Kriegerdenkmal 1914/18 |
|    | Lindenstraße 2 (Karte)          | Forsthof mit Forsthaus, Scheune und Stall      | |                        |
|    | Lindenstraße 4 (Karte)          | Bauernhof mit Bauernhaus, Scheune und Hofmauer | |                        |
|    | Lindenstraße 7 (Karte)          | Bauernhaus                                     | |                        |
|    | Lindenstraße 8 (Karte)          | Bauernhaus mit Stallscheune (Reetdach)         | |                        |
|    | Lindenstraße 10 (Karte)         | Bauernhaus                                     | |                        |
|    | Lindenstraße 16 (Karte)         | Bauernhaus                                     | |                        |

## Hof Barnin
| ID | Lage                         | Bezeichnung        | Beschreibung                                                       | Bild            |
| -- | ---------------------------- | ------------------ | ------------------------------------------------------------------ | --------------- |
|    | Kastanienallee 9 (Karte)     | Kuhstall, ehem.    |                                                                    | Kuhstall, ehem. |
|    | Kastanienallee 1/2           | Schnitterkaserne   |                                                                    |                 |
|    | Kastanienallee 5 (Karte)     | Pferdestall, ehem. |                                                                    |                 |
|    | Kastanienallee 11/12 (Karte) | Gutshaus           | Hof Barnin, ein eingeschossiges Backsteinhaus mit Krüppelwalmdach. |                 |